# ポール・アルベール・ローランス
ポール・アルベール・ローランス（Paul Albert Laurens、1870年1月18日 - 1934年9月27日）はフランスの画家である。

## 略歴
パリで生まれた。父親のジャン＝ポール・ローランスは画家で、パリ国立高等美術学校や私立の美術学校のアカデミー・ジュリアンで多くの画家を指導したことで知られている。弟のジャン＝ピエール・ローランス(1875-1932)も画家になった。普仏戦争中に父親はより安全な父親の故郷のオート＝ガロンヌ県の村に家族を避難させていた。パリの学校に通い、小説家になるアンドレ・ジッドと友人となり、ジッドとは1893年からアルジェリアに旅した。1890年から父親が教えていた私立の美術学校、アカデミー・ジュリアンで弟とともに学んだ。一緒に学んだ学生にはアンリ・ブシャールや彫刻家になったポール・ランドスキがいる。
1893年10月末、アンドレ・ジッドとマルセイユから、アルジェリアのチュニスに渡り、スースを経て、1894年の1月、アルジェリアのビスクラに旅し、ビスクラのかつて宣教師が住んでいた家にジッドの家族とともにしばらく滞在した。
1900年に結婚し、モンパルナスの、画家のエミール＝ルネ・メナールも住む共同住宅に住んだ。1912年頃、父親や父親の教え子のユリシス・ラヴォーとトゥールーズの役所の依頼で議会の建物に装飾画を描いた。第一次世界大戦が始まると、アンドレ＝デュノワイエ・ド・スゴンザックやジャン＝ルイ・フォラン、ジョルジュ・ポール・ルルー、アンリ＝ウジェーヌ・カロといった画家たちと陸軍のカモフラージュ研究に従事した。
1919年から1934年の間、エコール・ポリテクニークで美術教師を務めた。ローランスが教えた学生にはリュシアン・シモンやドミニク・フラサッティらがいる。1933年に芸術アカデミーの会員に選ばれた。

## 作品

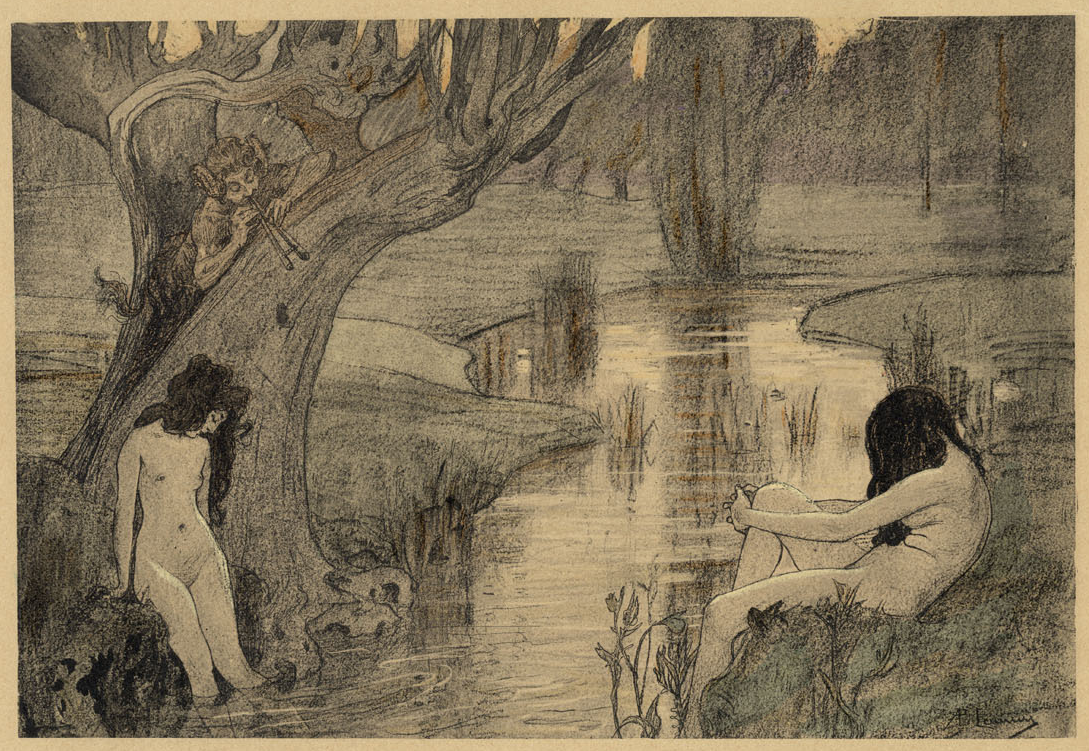
水浴びするニンフ (1897)、版画 レスタンプ・モデルヌ誌に掲載
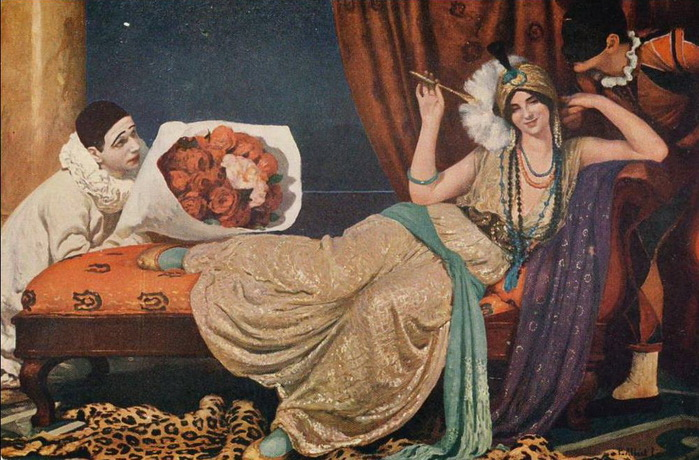
「Les Soupirants（求婚者）」(1913)
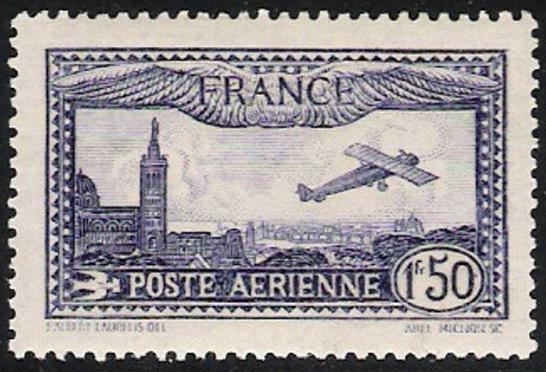
航空郵便切手デザイン